# امتسبرگ
امتسبرگ (به آلمانی: Amtsberg) یک شهر در آلمان است که در زاکسن واقع شده‌است.

## خصوصیات
امتسبرگ ۲۳٫۲۳ کیلومترمربع مساحت دارد ۴۴۰ متر بالاتر از سطح دریا واقع شده‌است.